# Виступи гранітів поблизу с. Петропавлівка

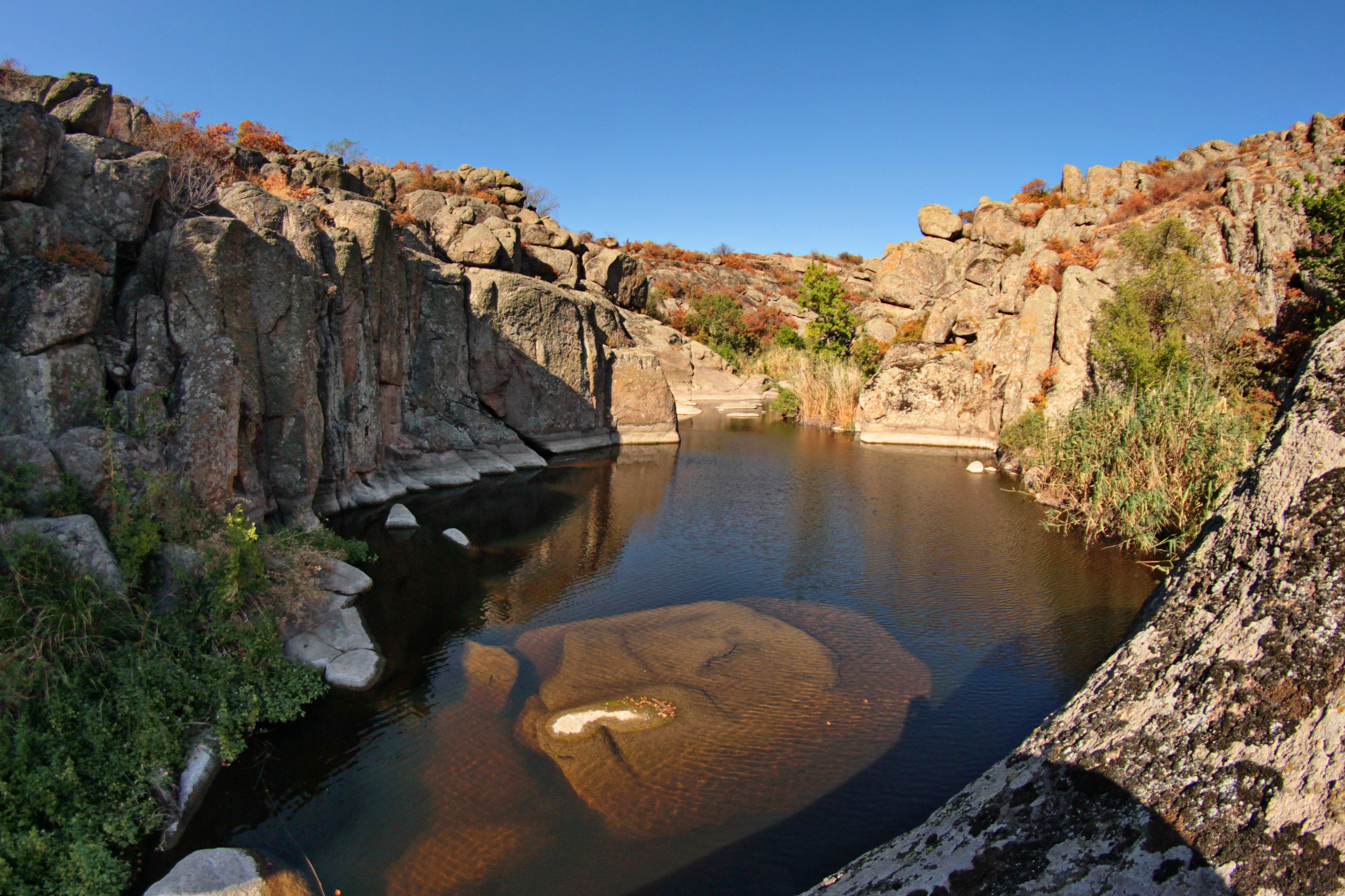
Петропавлівський каньйон

Пам'ятку природи місцевого значення «Виступи граніту в с. Петропавлівка»" (Братський р-н, с. Петропавлівка) було оголошено рішенням виконкому Миколаївської обласної ради депутатів трудящих від 22.09.1977 № 685 на землях Вознесенського району Миколаївської області.
Площа — 5 га.

## Характеристика
Виступи граніту в с. Петропавлівка включено до заказника «Актове».
Територія Петропавлівського каньйону пролягає по річці Мертвовод. Природний комплекс лісової та водної екосистеми, поєднаний зі скелями та гранітними валунами. Своєю течією річка Мертвовод створила унікальний каньйон — провалля посеред голого степу. Гранітну прірву в кристалічному щиті, на дні якої струменить Ексампей.

## Скасування
Рішенням Миколаївського облвиконкому від 23.10.1984 року № 448 «Про мережу території та об'єктів природно-заповідного фонду області» пам'ятку було скасовано.
Надалі відбулося входження об'єкту до новоствореного національного природного парку «Бузький Гард»..